# Cy Young (Leichtathlet)
Cy Young (eigentlich Cyrus J. Young Jr.; * 23. Juli 1928 in Modesto; † 6. Dezember 2017 ebenda) war ein US-amerikanischer Speerwerfer, der 1952 Olympiasieger wurde.
Er ist der einzige US-Amerikaner, der in dieser Disziplin olympisches Gold gewinnen konnte. Bei den Olympischen Spielen 1952 in Helsinki beendeten er und sein Landsmann Bill Miller die finnische Vorherrschaft, als sie Toivo Hyytiäinen nur die Bronzemedaille ließen. Zwar war der Finne der beständigste Werfer – fünf seiner sechs Versuche waren weiter als 70 Meter – aber nur die beiden Amerikaner übertrafen die 72- und die 73-Meter-Marke:
- Young: 73,78 – 72,80 – 71,93
- Miller: 72,46 – 71,65 – 70,45

Vier Jahre später gewann Young seine einzige US-Meisterschaft mit guten 75,57 m und warf bei den Olympischen Spielen 1956 in Melbourne in der Qualifikation mit 74,76 m olympischen Rekord. Im Finale jedoch versagte er: Seine Bestweite von 68,45 m brachte ihn lediglich auf Platz 11. Aber selbst seine im gleichen Jahr erzielte persönliche Bestweite von 79,16 m hätte ihm in Melbourne keine Medaille eingetragen, da der Drittplatzierte, Wiktor Zybulenko aus der UdSSR, 79,50 m warf.